# Aeroportul Internațional Minangkabau
Aeroportul Internațional Minangkabau (IATA: PDG, ICAO: WIPT) este un aeroport din Padang Pariaman⁠(d), West Sumatra⁠(d), Indonezia ce deservește zona Padang, Indonezia. Aeroportul a fost tranzitat în 2018 de 4.130.000 de pasageri. A fost deschis în 22 august 2005 și numit după Minangkabau⁠(d).
Situat la o altitudine de 5 m, aeroportul dispune de o singură pistă. Este operat de Angkasa Pura⁠(d).